# Sklep dla samobójców
Sklep dla samobójców (fr. Le Magasin des Suicides) – francuski film animowany z 2012 roku w reżyserii Patrice’a Leconte’a, powstały na podstawie powieści Jeana Teulé'a pod tym samym tytułem.
Światowa premiera filmu miała miejsce we Francji 16 maja 2012 roku. W Polsce premiera filmu odbyła się 9 sierpnia 2013 roku.

## Fabuła
Mishima i jego żona Lukrecja prowadzą sklep z artykułami dla samobójców. Mają tu wymyślne trucizny, odpowiednio mocne liny, ostre noże, miecze samurajskie i inne specyficzne narzędzia. Klientów nie brakuje, bo miasto, w którym mieszkają państwo Tuvache, w każdym wywołuje depresję. Wszystko idzie więc wspaniale, interes kwitnie, do momentu, kiedy rodzi im się trzecie dziecko. Maluch bowiem wbrew wszechobecnemu pesymizmowi uśmiecha się.

## Obsada
- Bernard Alane – Mishima
- Isabelle Spade – Lukrecja
- Kacey Mottet Klein – Alan
- Isabelle Giami – Marynia
- Laurent Gendron – Wincek

## Wersja polska
Wersja polska: Kineskop

Reżyseria: Bartosz Kędzierski

Dialogi: Bartosz Kędzierski

Teksty piosenek: Władysław Sikora

Realizacja dźwięku: Jarosław Czernichowski

Kierownictwo produkcji: Piotr Krzykwa

Udział wzięli:
- Michał Wójcik – Mishima Tuvache
- Joanna Kołaczkowska – Lucrèce Tuvache
- Magdalena Kumorek – Matilyn Tuvache
- Wojciech Mecwaldowski – Vincent Tuvache
- Kacper Siekanowicz – Alan Tuvache
- Robert Górski – Dobry człowiek
- Artur Andrus – Dżentelmen
- Michał Figurski – Bezdomny
- Czesław Mozil – Zakochany
- Marcin Wójcik – Trener
- Mikołaj Cieślak – Desperat
- Roman Żurek – Gangster
- Władysław Sikora – Pan Calmel
- Michał Paszczyk – Naukowiec
- Beata Rakowska – Drobna pani
- Marcin Wójcik - Trener